# La fanciulla che calpestò il pane
La fanciulla che calpestò il pane è una fiaba del 1859 dello scrittore Hans Christian Andersen. È stata pubblicata all'interno della raccolta "Nuove fiabe e racconti. Prima serie. Terza raccolta" (Nye Eventyr og Historier. Første Række. Tredie Samling).  In Italia è apparsa nel 1929 nella raccolta Fiabe e racconti.

## Trama
Inger è una bambina di umile origine ma molto orgogliosa e superba, fin da piccola inizia a manifestare cattiveria divertendosi a torturare gli insetti. Crescendo diventa una bella fanciulla e al contempo aumentano i timori di sua madre di rimanere addolorata dal comportamento della figlia.
Inger si reca in campagna a servire in una famiglia molto distinta, venendo accolta bene, e dopo circa un anno la padrona la invita ad andare a trovare la famiglia almeno una volta. Inger, che rispetta molto la famiglia dei datori di lavoro, tutta ben vestita accetta l'invito, ma solo per mettersi in mostra: in effetti, giunta in paese vede la madre intenta a riposarsi dopo avere raccolto legna nel bosco, e ritorna indietro, per vergogna di avere una madre stracciona.
Passati altri sei mesi la padrona di casa invita nuovamente Inger ad andare a trovare i genitori, dandole un grosso pane bianco da portar loro in dono. Con indosso il vestito migliore e le scarpe nuove, la fanciulla si incammina verso il sentiero; quando lungo il percorso si imbatte in una zona paludosa e fangosa getta il pane sul fango per passarci sopra onde evitare di bagnarsi le scarpe. Ma pian piano, dopo avere messo un piede sul pane, Inger comincia a sprofondare fino a scomparire.
La fanciulla è sprofondata fino ad arrivare dalla donna della palude che fa la birra, in un posto che è molto più ripugnante di una cloaca, pieno di vasche terribilmente maleodoranti, di rospi e grosse bisce. In quel momento il diavolo e la sua malvagia bisnonna stavano facendo visita alla donna della palude, e quando la bisnonna nota Inger e ne riconosce l'attitudine chiede di poterla portare all'inferno per usarla come statua all'ingresso del suo pronipote. La giovane viene a trovarsi in un luogo pieno di anime tormentate, e il suo stesso tormento consiste nello stare rigida come una statua fissata al pane che ancora si trova sotto i suoi piedi, infastidita anche da dei rospi che guaiscono nelle tasche del suo abito e da mosche che le camminano sugli occhi, che non volano via perché Inger per divertimento aveva strappato le loro ali tempo prima.
Inger riesce a muovere solamente gli occhi e dopo un certo tempo comincia a patire la fame: ai suoi piedi si trova attaccato il pane ma lei, così immobilizzata, non può in alcun modo raccoglierne nemmeno un pezzetto. Nel frattempo sua madre piange addolorata la propria figlia e le sue lacrime la raggiungono fino all'inferno. Sopra, nel mondo terreno, si diffonde il racconto della fanciulla superba che calpestò il pane e viene pubblicamente biasimata per il suo comportamento malvagio. Un giorno una bambina, dopo avere udito la storia di Inger, si impietosisce scoppiando a piangere. Per la prima volta Inger non sente incolpare e le parole di quella bambina innocente le toccano il cuore.
Passati gli anni la madre di Inger, ancora addolorata per la figlia, muore e invecchiano anche i datori di lavoro della giovane. Quella bambina che tanti anni fa pianse amaramente per la sorte di Inger pure è invecchiata a adesso è in procinto di morire; appena morta può vederla dal Regno dei Cieli e scoppia in lacrime come una bambina. Inger viene sopraffatta dall'amore divino, un raggio di luce brilla nell'abisso e tutto a un tratto Inger diventa un uccello che si alza in volo verso il mondo terreno rifugiandosi in buco in un muro diroccato. Può così ammirare in pieno tutta la bellezza del creato e quando va a mangiare le briciole di pane ne mangia solo un po' lasciando tutto il resto agli altri uccelli. Quando le briciole di pane che ha distribuito raggiungono il peso dell'intera pagnotta che Inger aveva schiacciato, l'uccello diventa una rondinella marina dalle ali bianche e sparisce nel cielo verso il Sole.

## Temi
La protagonista, ovvero la piccola Inger, incarna la malvagità e la superbia umana che non esita a calpestare un dono come il pane pur di non sporcarsi le scarpe nuove. Quello stesso pane fonte primaria di nutrimento, storicamente associato all'amore divino, e così duramente guadagnato dagli uomini con il duro lavoro. È questo stesso atto di vilipendio che fa sprofondare Inger nell'abisso, e verso la condanna per la sua indole malvagia. Ma il puro amore è in grado di redimere il male, a patto che Inger voglia capire d'aver sbagliato e voglia cambiare; e dopo avere ricompensato il suo precedente atto sacrilego Ingrid può finalmente diventare una nuova creatura e salire in cielo.